# Aviasud Mistral
Aviasud Mistral är ett ultralätt flygplan, konstruerat i Frankrike av Aviasud Engineering. Flygplanet är konstruerat med stittplatserna bredvid varandra, "side-by side". Det mest särpräglade draget är framåtsvepta vingar, samt att hela de undre vingarna är rörliga och används som skevroder. I Sverige finns ett känt exemplar, SE-YMV. SE-YMV ägs f.n. av Orust flygklubb och är luftvärdig t.o.m. 2015-06-22.